# Biserica „Sf. Treime” din Herăști
Biserica „Sf. Treime” din satul Herăști, amplasată Str. Milos Obrenovici  34, a fost ridicată în 1644 de Elina Năsturel Herescu, soția voievodului Matei Basarab și sora fraților Năsturel, lângă Casa de piatră din Herăști și refăcută în 1833. Biserica, care mai are și hramul „Sf. Arhangheli Mihail și Gavril”, este declarată monument istoric și are codul  GR-II-m-A-15013.02.

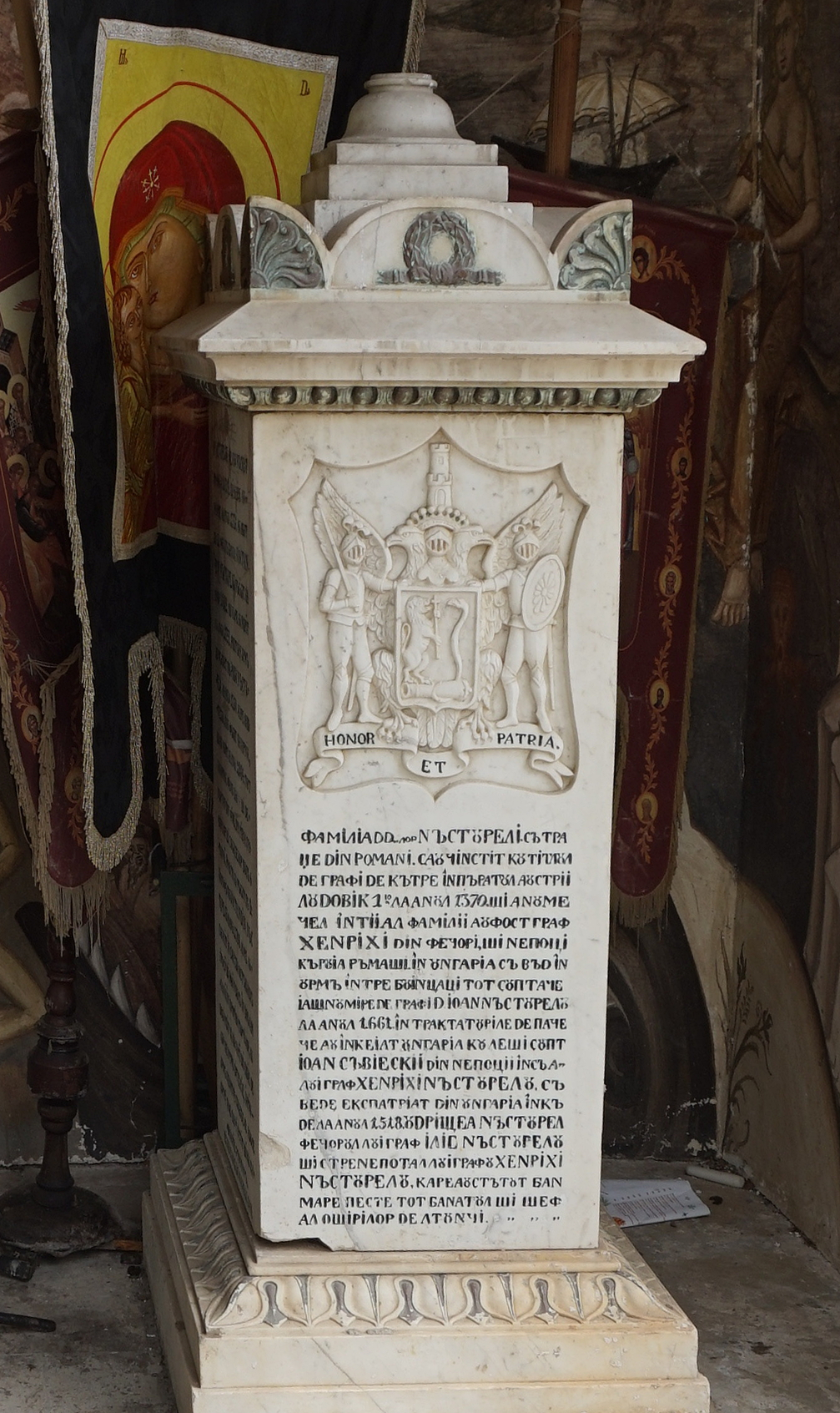
Stâlp de marmură cu genealogia familiei Năsturel-Herești

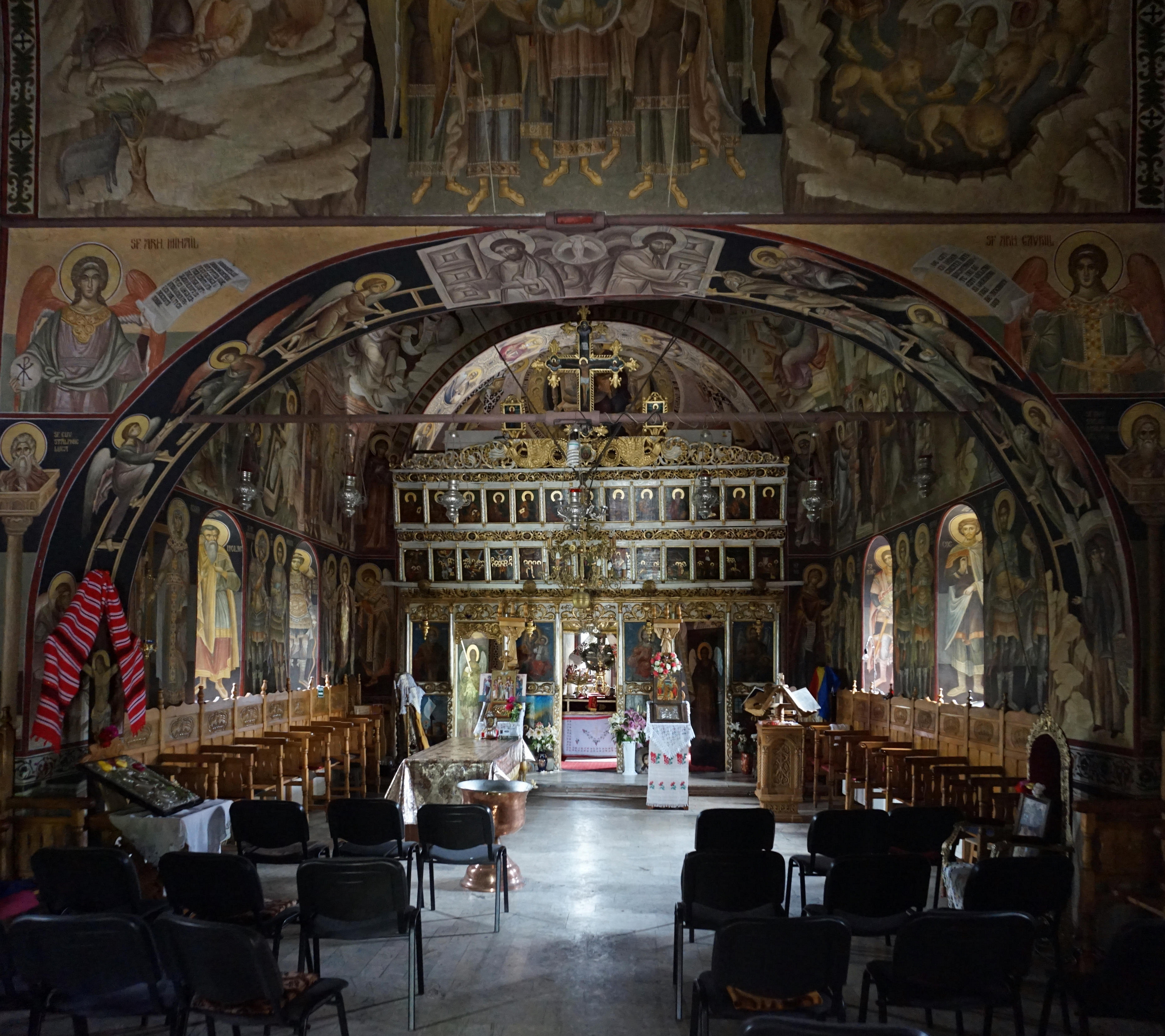
Vedere spre altar

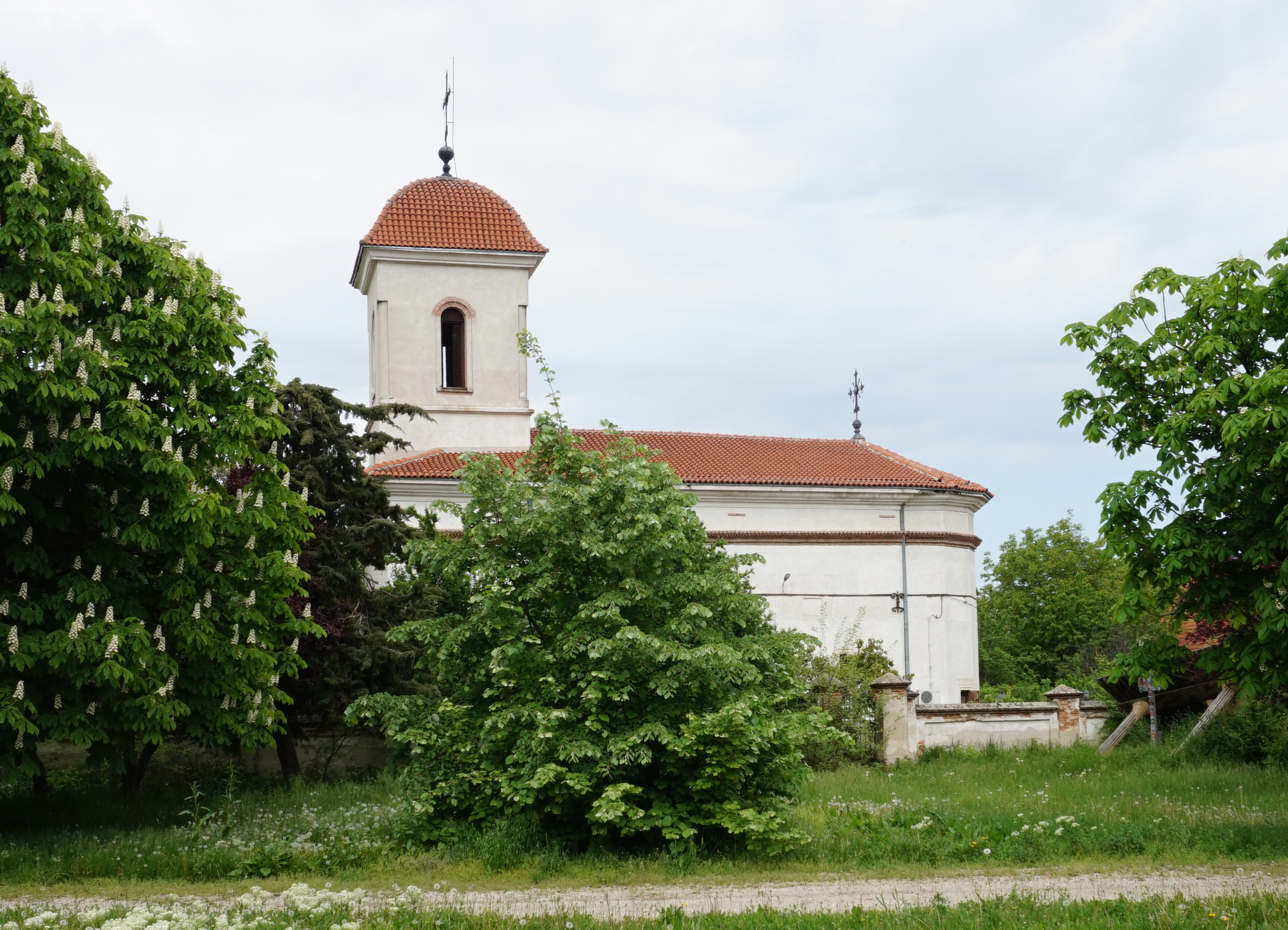
Vedere dispre sud

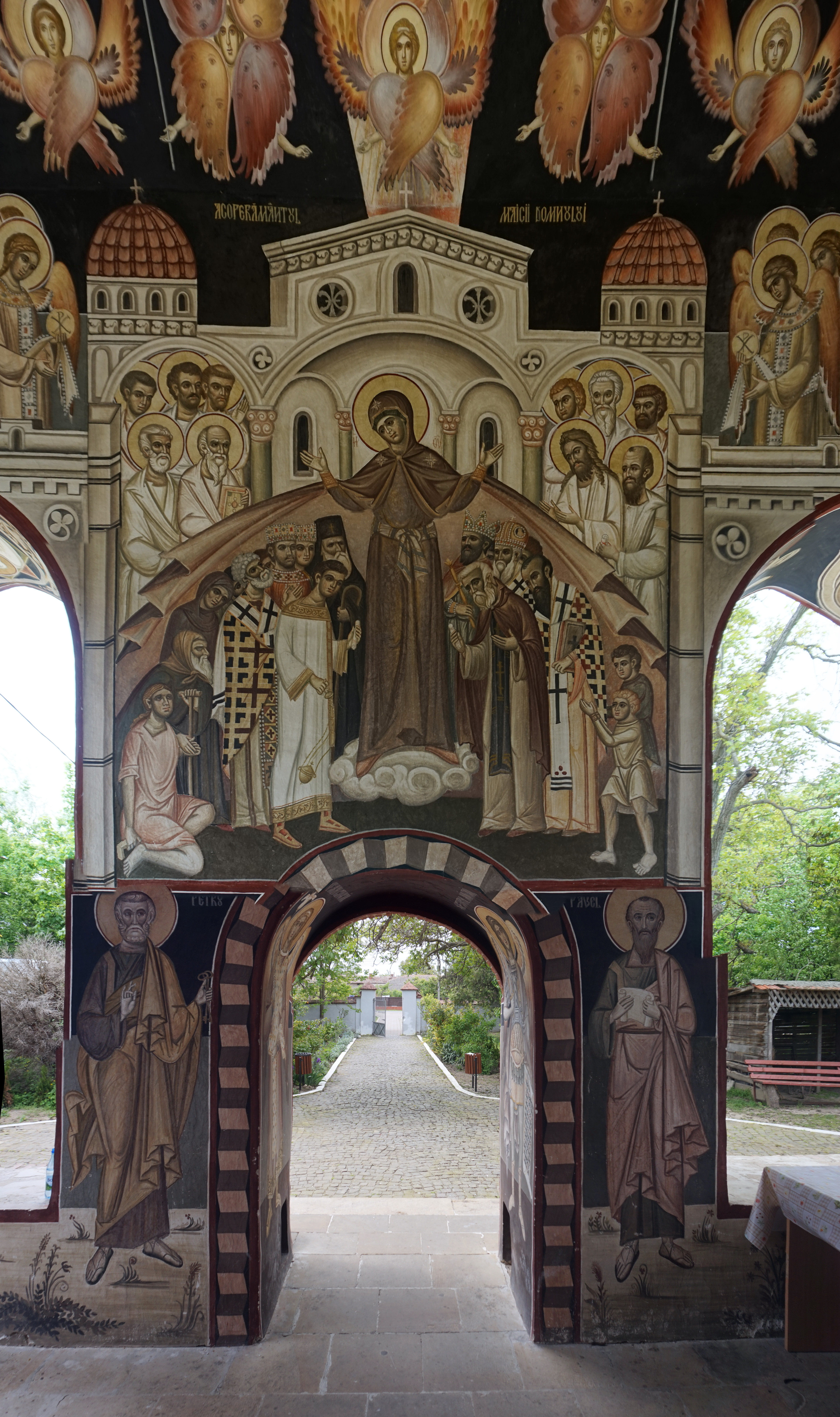
Ieșire din pridvor

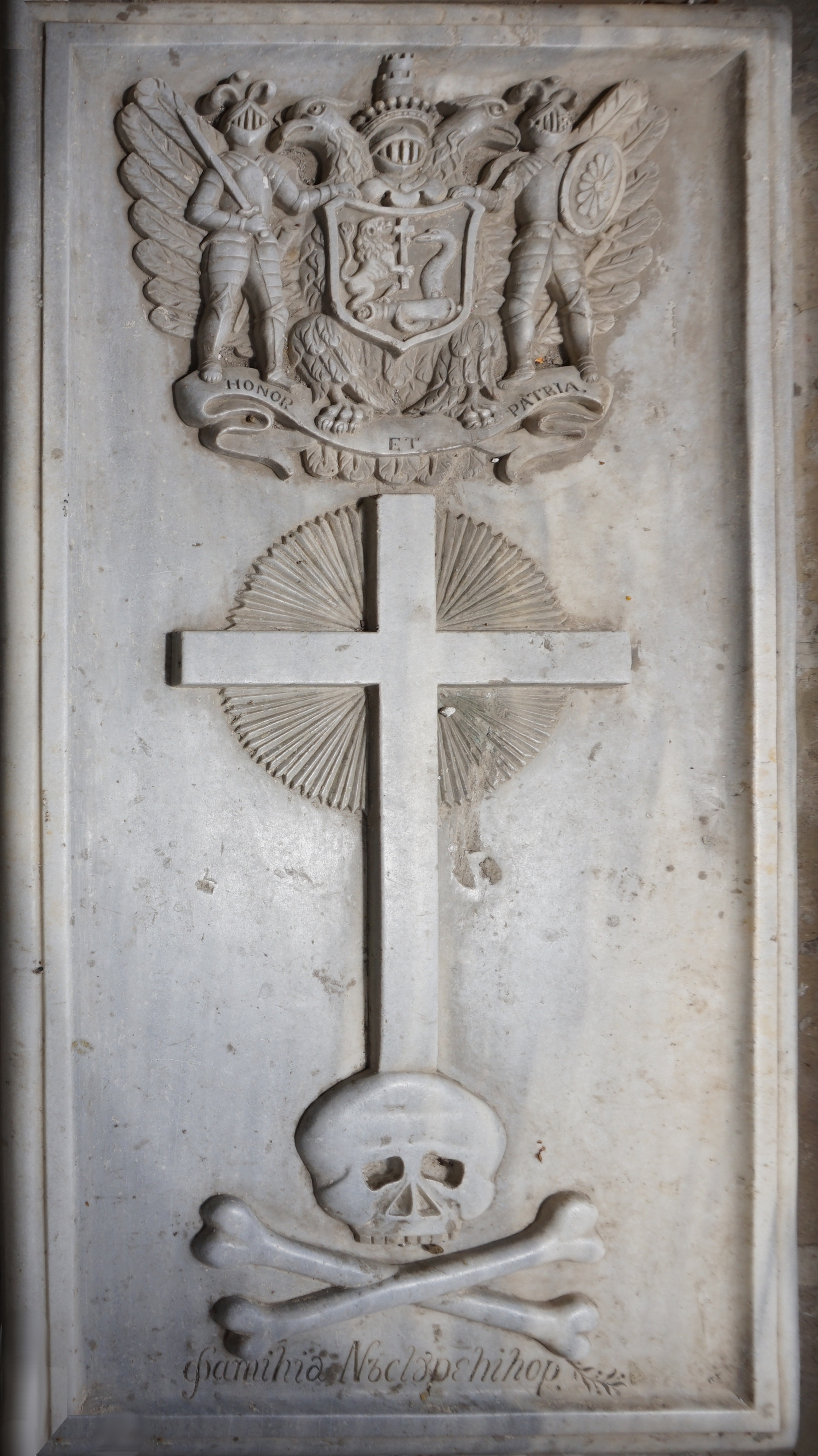
Piatră tombală în pridvor

În pridvorul bisericii se găsește stâlp paralelipipedic, de marmură, având scris cu litere chirilice o genealogie a familiei Năsturel-Herești, monument recuperat din biserica Sfânta Vineri Herasca din București, ctitorie tot a unor Herești, demolată în iunie 1987 din dispoziția lui Nicolae Ceaușescu. Pe stâlpul de marmură apare și blazonul familiei: acvila bicefală încoronată, cu aripi deschise, având pe piept scutul cu leul și șarpele față în față. Flancând pasărea sunt așezați doi cavaleri cu arme diferite, iar la picioarele lor se deschide deviza familiei: Honor et patria. Blazonul apare și pe paginile de gardă ale cărților pe care le-a scris, tradus sau tipărit Udriște Năsturel, dar și deasupra ușilor de intrare ale palatului, cum încă numesc localnicii Casa de piatră.
Conform pisaniei slavone amplasate deasupra intrării în pronaos, se cunoaște că: Acest sfânt și Dumnezeiesc locaș, din însuși temelia lui a fost clădit și înălțat cu ajutorul lui Dumnezeu și cu cheltuiala prealuminatei bine cinstitoare principese, a doamnei Elena, cu harul lui Dumnezeu stăpână și voievodeasă a Țării Ungro‑Vlahiei, soția prea cinstitorului și autocrat domnitor Io Matei Basarab, cu truda și ajutorul în parte a celor buni frați ai săi, Căzan Năsturel și Orest Năsturel (…) în anul (…) de la mântuirea lumii 1644 (…)
Cu excepția pridvorului, lăcașul fusese de fapt ridicat de ctitorii amintiți pe temelia unei biserici mai vechi, căzută probabil la cutremurul din 1620.
Cercetările arheologice au scos în evidență existența a cinci importante etape de construcție, cărora le corespunde un număr de patru lăcașuri de cult, care se succed în mod nemijlocit, în aproximativ aceeași suprafață.
În biserică au existat trei lespezi de mormânt, aflate azi în alte locuri, dar ale căror origini sunt bine cunoscute, ale căror inscripții atestă faptul că acestea au fost așezate de doamna Elina în memoria fratelui său Șerban (†1628), a mamei sale Despina (†1635) și a tatălui său Radu Năsturel (†1641), a cărui ultimă dregătorie a fost cea de mare logofăt (1633).
Marele logofăt Radu Năsturel (1565–1641) poate fi considerat, fără nicio îndoială, drept ctitorul primei biserici de zid de la Herăști, ridicată în perioada când acesta era postelnic (1593–1601).
La sfârșitul anului 1831, după aproape 250 de ani, moșia familiei Năsturel din Herăști a ajuns, prin vânzare, în posesia lui Miloš Obrenović, Prinț al Serbiei. După ce a abdicat, în 1836, acesta s-a retras în cursul anului 1839 la Herăști, unde a întreprins ample lucrări de reparații și modificări la Casa de piatră și biserică. Fațadele acesteia, caracteristice arhitecturii ecleziastice din epoca lui Matei Basarab, au fost alterate de o decorație neoclasică. Pietrele de mormânt așezate în pronaos de Elina doamna în memoria părinților săi, Radu și Despina, precum și a fratelui său Șerban, au fost scoase din biserică, în timpul aceluiași Miloš Obrenović, și folosite ca trepte de intrare în casă sau pridvorul lăcașului de cult. Armoariile familiei Năsturel, aflate pe portalul palatului, au fost răzuite și acoperite de pajura sârbească. El a dăruit bisericii două clopote special comandate la Budapesta. Pe latura de miazăzi a lăcașului, a așezat într-o frumoasă criptă din piatră rămășițele pământești ale fratelui său Milan Obrenovici, mort la București în 1810. Pe la 1866, biserica a fost îmbrăcată într-o frescă în tempera grasă de către un pictor necunoscut, lucrare din care nu se mai păstrează astăzi nimic.
Prin 1977, s-au făcut săpături arheologice în interiorul și exteriorul bisericii, apoi, în 1989, lăcașul a fost restaurat după proiectul arhitectului Sandu Miclescu.
După aproape 10 ani de lucrări de restaurare, care au constat în refacerea acoperișului, iar la interior refacerea picturii de pictorul Alexandru Conț, în noiembrie 2014 biserica a fost resfințită și a mai primit, pe lângă hramul „Sfânta Treime și Sfinții Arhangheli Mihail și Gavriil“, și hramul „Sfinții Martiri Brâncoveni“.